# Isabelle Häner
Isabelle Häner (* 30. Januar 1958, heimatberechtigt in Luzern, Zullwil und Grabs) ist eine Schweizer Rechtswissenschafterin.

## Leben
Nach dem Studium der Rechtswissenschaft, das Häner 1983 abschloss, war sie Assistentin bei Alfred Kölz, bei welchem sie 1989 mit einer Dissertation zum Thema «Öffentlichkeit und Verwaltung» promovierte. Das Anwaltspatent erwarb sie nach einem Auditorat am Bezirks- und Verwaltungsgericht Zürich. Von 1992 bis 1997 war sie Oberassistentin am Rechtswissenschaftlichen Institut der Universität Zürich und verfasste ihre Habilitationsschrift («Die Beteiligten im Verwaltungsverfahren und Verwaltungsprozess»), welche sie 2000 abschloss. Im gleichen Jahr erteilte ihr die Universität Zürich die Venia legendi für Staats- und Verwaltungsrecht. Die Ernennung zur Titularprofessorin erfolgte sechs Jahre später.
Zusammen mit ihrem Lehrer Alfred Kölz verfasste Häner ein Standardwerk zum öffentlichen Verfahrensrecht, dessen Überarbeitung in dritter Auflage zurzeit vom Schweizerischen Nationalfonds unterstützt wird. Zudem ist sie Autorin und Herausgeberin zahlreicher Beiträge auf dem Gebiet des Verwaltungsrechts.
Seit 1997 ist Häner als Rechtsanwältin tätig. Im Jahr 2000 wurde sie Partnerin bei Bratschi Emch Rechtsanwälte (heute Bratschi Wiederkehr & Buob). Von 1995 bis 2002 war sie zudem Ersatzrichterin an der Steuerrekurskommission II sowie von 1995 bis 2003 am Verwaltungsgericht.
Zu den medienwirksamen Mandaten, die Häner als Anwältin wahrgenommen hat gehören unter anderem die Vertretung der Stadt Zürich im Streit um die Lohndiskriminierung beim Gesundheitspersonal und die Interessenwahrung von Gemeinden und Betroffenen im Osten des Zürcher Flughafens in der Auseinandersetzung um die Südanflüge. Für den Schweizer Casino Verband erreichte sie, dass Pokerturniere als Glücksspiele zu qualifizieren sind.
Häner ist auch als Gutachterin tätig. So wurde sie etwa vom Zürcher Stadtrat beauftragt, die Vorfälle im Schulhaus Borrweg im Schulkreis Uto zu klären, und war Mitverfasserin der Studie zu den Abläufen und Kompetenzen in der Zürcher Sozialhilfe.
Häner vertrat die Affoltener FDP im Zürcher Verfassungsrates, welcher von 2000 bis 2004 die neue Verfassung des Kantons Zürich ausarbeitete, und präsidierte diesen im dritten Amtsjahr.
Von 2003 bis 2006 präsidierte sie den Schweizerischen Juristenverein.